# Санта-Мария-ин-Портико-Кампителли (титулярная диакония)
Титулярная диакония Санта-Мария-ин-Портико-Кампителли — титулярная церковь была создана 26 июня 1662 года Папой Александром VII, чтобы заменить титулярную диаконию Санта-Мария-ин-Портико-Октавиа церковь которой была разрушена. Диакония принадлежит церкви Санта-Мария-ин-Кампителли, расположенной в районе Рима Сант-Анжело.

## Список кардиналов-дьяконов и кардиналов-священников титулярной диаконии Санта-Мария-ин-Портико-Кампителли
- Франческо Майдалькини — (26 июня 1662 — 11 октября 1666, назначен кардиналом-дьяконом Санта-Мария-ин-Виа-Лата);
- Людовик де Вандом — (18 июля 1667 — 12 августа 1669, до смерти);
  - вакантно (1669—1671);
- Гаспаре Карпенья — титулярная диакония pro hac vice (23 февраля 1671 — 18 марта 1671, назначен кардиналом-священником Санта-Пуденциана);
  - вакантно (1671—1673);
- Феличе Роспильози — (27 февраля — 17 июля 1673, назначен кардиналом-дьяконом Сант-Анджело-ин-Пескерия);
- Джироламо Касанате — (17 июля 1673 — 2 декабря 1675, назначен кардиналом-дьяконом Сан-Чезарео-ин-Палатио);
  - вакантно (1675—1681);
- Бенедетто Памфили — (22 сентября 1681 — 30 апреля 1685, назначен кардиналом-дьяконом Сан-Чезарео-ин-Палатио);
  - вакантно (1685—1690);
- Луиджи Омодеи младший — (10 апреля 1690 — 18 августа 1706, до смерти);
  - вакантно (1706—1724);
- Мельхиор де Полиньяк — (27 сентября — 20 ноября 1724, назначен кардиналом-священником Санта-Мария-ин-Виа);
  - вакантно (1724—1728);
- Карло Колликола — (10 мая 1728 — 20 октября 1730, до смерти);
  - вакантно (1730—1734);
- Джакомо Ланфредини — (12 апреля 1734 — 16 мая 1741, до смерти);
- Карло Мария Сакрипанте — (29 мая 1741 — 10 апреля 1747, назначен кардиналом-дьяконом Санта-Мария-ад-Мартирес);
- Генрих Бенедикт Стюарт — (31 июля 1747 — 16 сентября 1748), титулярная диакония pro hac vice (16 сентября 1748 — 18 декабря 1752), in commendam (18 декабря 1752 — 12 февраля 1759, назначен кардиналом-священником Санта-Мария-ин-Трастевере);
- Флавио Киджи младший — (12 февраля 1759 — 12 июля 1771, до смерти);
  - вакантно (1771—1775);
- Иньяцио Бонкомпаньи-Людовизи — (18 декабря 1775 — 29 января 1787, назначен кардиналом-дьяконом Санта-Мария-ад-Мартирес);
- Филиппо Карандини — (23 апреля 1787 — 12 сентября 1794, назначен кардиналом-дьяконом Сант-Эустакьо);
  - вакантно (1794—1803);
- Чарльз Эрскин — (28 марта 1803 — 20 марта 1811, до смерти);
  - вакантно (1811—1816);
- Станислао Сансеверино — (23 сентября 1816 — 21 марта 1825, назначен кардиналом-дьяконом Санта-Мария-ад-Мартирес);
  - вакантно (1825—1829);
- Белизарио Кристальди — (21 мая 1829 — 25 февраля 1831, до смерти);
  - вакантно (1831—1838);
- Адриано Фиески — (17 сентября 1838 — 27 января 1843, назначен кардиналом-дьяконом Санта-Мария-ад-Мартирес);
- Лодовико Альтьери — титулярная диакония pro hac vice (24 ноября 1845 — 17 декабря 1860, назначен кардиналом-епископом Альбано);
  - вакантно (1860—1863);
- Франческо Пентини — (19 марта 1863 — 17 декабря 1869, до смерти);
  - вакантно (1869—1875);
- Бартоломео Пакка младший — (23 сентября 1875 — 14 октября 1880, до смерти);
- Франческо Риччи Параччани — (30 марта 1882 — 1 июня 1891, назначен кардиналом-священником Сан-Панкрацио);
  - вакантно (1891—1894);
- Франческо Сенья — (21 мая 1894 — 4 января 1911, до смерти);
- Джованни Баттиста Лугари — (30 ноября 1911 — 31 июля 1914, до смерти);
- Фрэнсис Гаскей, O.S.B. — (6 декабря 1915 — 18 декабря 1924), титулярная диакония pro hac vice (18 декабря 1924 — 5 апреля 1929, до смерти);
  - вакантно (1929—1935);
- Массимо Массими — (19 декабря 1935 — 18 февраля 1946), титулярная диакония pro hac vice (18 декабря 1946 — 6 марта 1954, до смерти);
- Карло Кьярло — титулярная диакония pro hac vice (18 декабря 1958 — 21 января 1964);
- Шарль Журне — (25 февраля 1965 — 5 марта 1973), титулярная диакония pro hac vice (5 марта 1973 — 15 апреля 1975, до смерти);
- Коррадо Бафиле — (24 мая 1976 — 22 июня 1987), титулярная диакония pro hac vice (22 июня 1987 — 3 февраля 2005, до смерти);
- Андреа Кордеро Ланца ди Монтедземоло — (24 марта 2006 — 20 июня 2016), титулярная диакония pro hac vice (20 июня 2016 — 19 ноября 2017, до смерти).
- Майкл Фицджеральд — (5 октября 2019 — по настоящее время).